# Акопян, Аркадий Седракович
Аркадий Седракович Акопян (род. 4 февраля 1961) — советский и армянский футболист, нападающий.

## Биография
Начал карьеру в 1979 году в составе степанакертского «Карабах», выступавшем во Второй лиге СССР. В сезоне 1986 года играл кировабадский «Кяпаз», после чего вновь вернулся в «Карабах» (с 1989 года — «Арцах»). В 1991 году перешёл в «Лори».
В первом чемпионате независимой Армении в 1992 году играл за ереванский «КанАЗ». В дальнейшем защищал цвета российских клубов — черкесского «Нарта» и владимирского «Торпедо» в Первой лиге. В 1995 году вернулся в Армению, где присоединился к столичному «Еразанку». Завершил карьеру в стане команды «Лернаин Арцах» в 2002 году.